# 巴本堡王朝

巴本堡王朝紋章

巴本堡王朝（德語：Babenberger）是奥地利的公王朝。顾名思义，该王朝起家于法兰克尼亚（约当今日之德国巴伐利亚州北部）的巴本堡（巴奔堡）。在哈布斯堡王朝崛起之前，这个家族的成员在976年—1248年间先后以藩侯和公爵的身份统治奥地利，即奥地利藩侯国和奥地利公国。

## 家族简史
巴本堡家族最早已知的的始祖是珀波（Poppo），此人在9世纪初叶是格拉普菲尔德（其地在今日的黑森与图林根之间）的伯爵。珀波的儿子亨利，有时被称做马奇伯爵和法兰克尼亚公爵，在886年与入侵的诺曼人作战时阵亡；另一个儿子珀波在880年至892年担任马奇伯爵，后来被东法兰克加洛林王朝的国王阿努尔夫剥夺爵位。巴本堡家族曾得宠于法兰克国王胖子查理三世，但是阿努尔夫国王却对巴本堡家族的对头康拉丁家族宠爱有加。
巴本堡王朝的奠基者是亨利公爵的三个儿子。他们以在上美因建起的巴本堡城堡命名了自己的家族。
巴本堡家族与康拉丁家族的矛盾由于两家争夺中美因的土地而加剧。这场争执，有时被夸大其词地称为“巴本堡世仇”，在10世纪初叶东法兰克国王孩童路易统治时期达到了顶点。巴本堡三兄弟中的两人被杀。唯一的幸存者布拉格的阿达尔伯特被帝国法庭传唤并将受到孩童路易的摄政、美因茨大主教哈托一世的审判。由于哈托一世是康拉丁家族的同党，担心受到不公正审判的阿达尔伯特便拒绝出庭。在国王的军队长期围攻其藏身的城堡之后，阿达尔伯特在906年不得不投降，结果遭到斩首。
从这时起巴本堡家族失去了他们在法兰克尼亚的影响。但是在976年，家族成员利奥波德一世被神圣罗马帝国皇帝奥托二世封为巴伐利亚东部边马克的藩侯，其封地后来演变为奥地利。利奥波德一世能得到藩侯的爵位很可能是因为他在976年巴伐利亚暴动期间忠于奥托二世。他以侵占匈牙利土地的手段大大扩展了自己的领地。利奥波德的儿子亨利一世在994年接任藩侯，他基本延续父亲的政策；接下来是亨利的弟弟阿达尔伯特（1018年起任藩侯）和侄子恩斯特（1055年起任藩侯），恩斯特由于对皇帝康拉德二世和亨利三世的突出忠诚而得到很多赏赐。 
恩斯特的继承人利奥波德二世与皇帝亨利四世发生争吵。亨利四世企图剥夺利奥波德的领地，后来又打算剥夺利奥波德的儿子利奥波德三世的继承权，但均未成功（利奥波德三世于1096年接任藩侯）。利奥波德三世支持皇帝之子亨利反对自己的父亲，但后来又倒向亨利四世一边，并于1106年娶了亨利四世的女儿，士瓦本公爵腓特烈一世的遗孀阿格尼丝。他在1125年亨利五世死后拒绝了神圣罗马帝国的皇位（亨利五世死后萨利安王朝绝嗣，利奥波德三世因与其妹结婚而是皇位的有力竞争者）。利奥波德三世由于其对修道生活的热情而得到一个外号“虔诚者”，他在1485年被教皇英诺森八世宣布为圣徒，并被看作是奥地利的主保圣人。
利奥波德三世有一个儿子奥托当上了弗莱辛的主教；他的长子利奥波德四世则于1136年继承藩侯爵位，1139年又从康拉德三世处获得巴伐利亚公国，该公国是没收自巴伐利亚公爵骄傲的亨利。利奥波德四世的弟弟亨利二世（诨名“向上帝起誓的”，得名于他向上帝起誓时爱说的话“上帝保佑！”）1140年被封为莱茵-普法尔茨伯爵，1141年利奥波德死后又继承了家族的藩侯爵位。 在和骄傲的亨利的遗孀格特鲁德结婚后，亨利二世于1143年被授予巴伐利亚公爵的爵位，同时也放弃了莱茵-普法尔茨伯爵的头衔。1147年亨利二世参加十字军东征。在他回国后，神圣罗马帝国皇帝红胡子腓特烈一世收回了他的巴伐利亚公爵爵位。作为补偿，巴本堡家族世袭的奥地利领地（其首都于1156年移至维也纳）被升格为公国，亨利二世成为历史上第一位奥地利公爵。 
巴本堡家族的第二位奥地利公爵是亨利二世的儿子利奥波德五世（1177年接替去世的父亲任公爵），他参加了1182年和1190年的两次十字军东征。利奥波德五世在巴勒斯坦与著名的英格兰国王理查一世发生激烈争吵，并在理查回国途中将之俘虏。利奥波德五世随即把理查转交给神圣罗马帝国皇帝亨利六世，后者在英格兰支付了一笔骇人听闻的赎金之后才将理查一世释放。利奥波德五世另一个重大成就是，他通过兼并施蒂里亚大大扩张了巴本堡王朝的领地（他能获得施蒂里亚是因为他与施蒂里亚公爵奥托卡四世有亲属关系）。1194年利奥波德五世死后，他的一个儿子腓特烈一世继承了奥地利领地和公爵称号，另一个儿子利奥波德六世继承了施蒂里亚。1198年腓特烈死后，这两块领地被利奥波德六世再度统一。利奥波德六世的外号是“辉煌的利奥波德”。
新公爵利奥波德六世热衷于与埃及、巴勒斯坦和西班牙的穆斯林统治者作战。 在他的统治之下，维也纳成为德意志的文化中心，吸引了很多吟游诗人。利奥波德六世晚年时受到儿子腓特烈的背叛。他死于去安排神圣罗马帝国皇帝腓特烈二世和教皇格列高利九世的和谈的途中（1230年）。
利奥波德六世的儿子腓特烈二世继承了公爵爵位。腓特烈二世的外号是“爱争吵的腓特烈”，因为他不断与匈牙利与波希米亚国王以至皇帝本人发生争执。腓特烈二世剥夺自己母亲和姐妹们的财产，又由于其严苛的法律受到臣民的痛恨。他在1236年被皇帝逐出奥地利。然而他却因为腓特烈二世皇帝遭到教皇绝罚而得以回到自己的公国。
巴本堡王朝在1246年腓特烈二世公爵在一次战役中阵亡后绝嗣。今天的巴本堡城是环绕着该家族世代相传的城堡而修建的。

## 代表人物
- 利奥波德一世 976-994
- 亨利一世 994-1018
- 阿达尔伯特 1018-1055
- 恩斯特 1055-1075
- 利奥波德二世 1075-1095
- 利奥波德三世 1095-1136
- 利奥波德四世 1136-1141
- 亨利二世  伯爵：1141-1156；公爵：1156-1177
- 利奥波德五世 1177-1194
- 腓特烈一世 1194-1198
- 利奥波德六世 1198-1230
- 腓特烈二世 1230-1246